# Scarification en Afrique

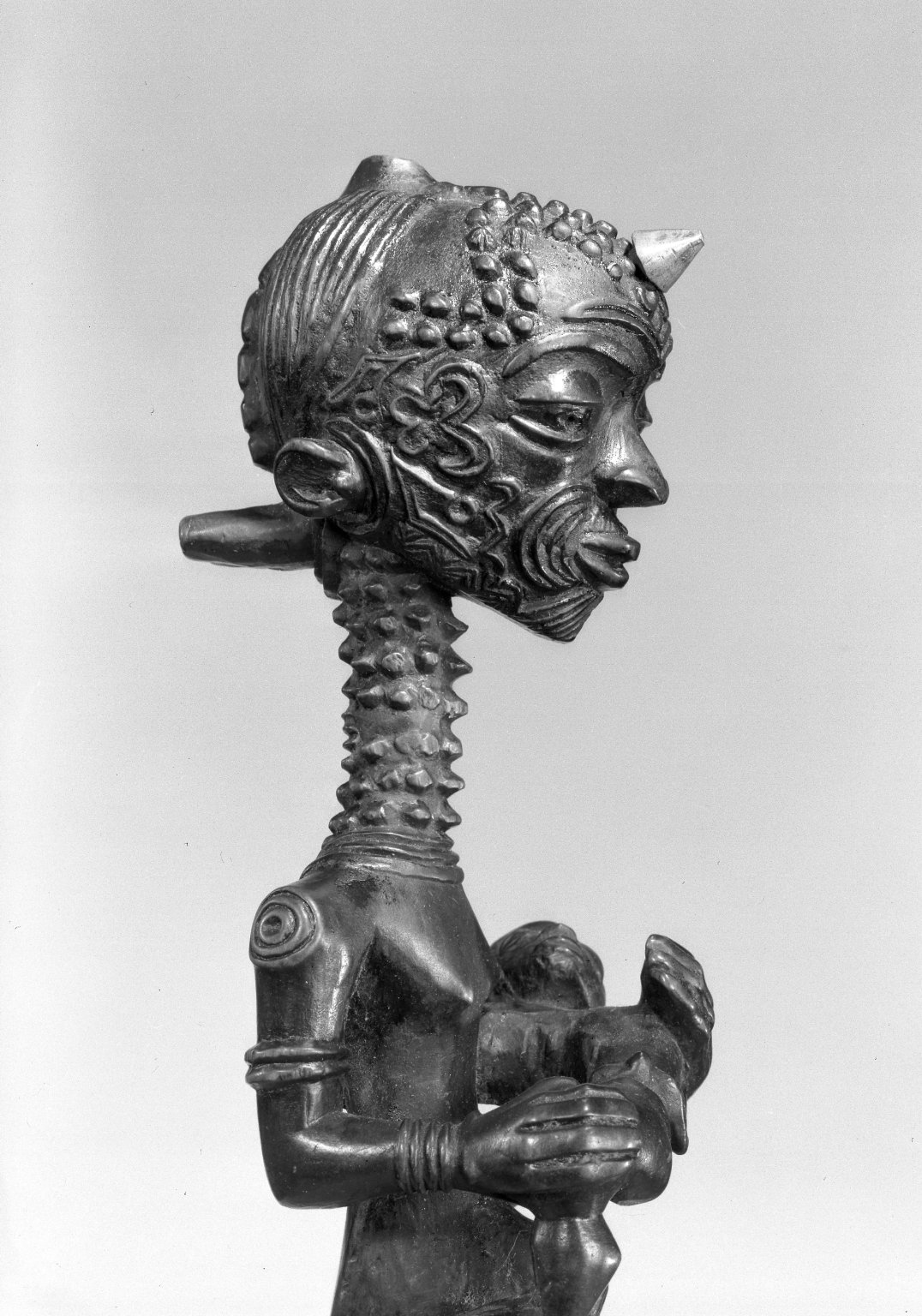
Statue de maternité en bois avec scarification élaborée de Ndemba, province de Lulua, République démocratique du Congo.

La scarification en Afrique est un aspect majeur des cultures africaines et des pratiques culturelles parmi les groupes ethniques africains. La pratique de la scarification en Afrique comprend le processus consistant à faire « des incisions superficielles sur la peau à l'aide de pierres, de verre, de couteaux ou d'autres outils pour créer des images, des mots ou des dessins significatifs » et exprime « l'identité du clan, le statut au sein d'une communauté, le passage à l'âge adulte ou la signification spirituelle ».
La scarification, également connue sous le nom de cicatrisation dans les œuvres européennes, est parfois incluse dans la catégorie du tatouage, en raison des deux pratiques créant des marques avec du pigment en dessous et des textures ou des pigments à la surface de la peau. En Afrique, les gouvernements coloniaux et les missionnaires chrétiens européens ont criminalisé et stigmatisé les pratiques culturelles du tatouage et de la scarification ; par conséquent, ces pratiques ont connu un déclin à partir de la colonisation de l'Afrique, avant de disparaître ou de continuer à être pratiquées comme des actes de résistance.

## Afrique du Nord

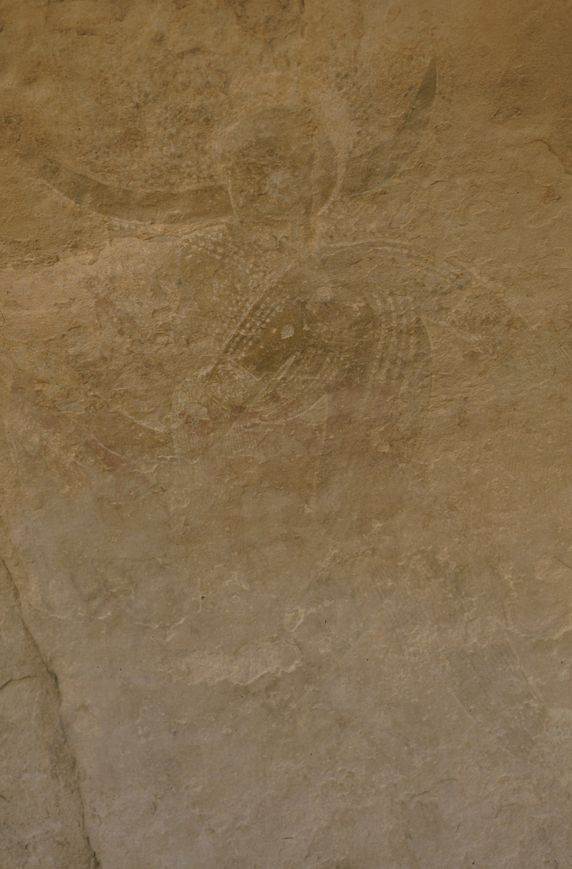
Représentation dans l'art rupestre du Sahara central d'une femme cornue en train de courir, qui pourrait avoir été une déesse ou une danseuse, de la ,,.

Entre 5000 et 4000 avant J.-C., des communautés pastorales du Sahara peuplaient la région de l'Égypte et du Soudan néolithiques. Dans cette culture matérielle partagée de la région de la vallée du Nil, des figurines portant des marques ont été trouvées, ce qui indique que le tatouage et la scarification pourraient avoir été des pratiques culturelles au sein de ces communautés pastorales.

### Algérie et Libye
Au cours de la première période de l'Holocène (9500 - 7500 av. J.-C.), l'art rupestre de la période de la Tête ronde (en) a été créé à Tassili n'Ajjer, en Algérie, et à Tadrart Acacus, en Libye, dont 70 % sont composés de formes d'art anthropomorphes ; les formes d'art masculines et féminines présentent des marques de scarification différentes ; les motifs de conception linéaires sont exclusifs aux formes d'art masculines, tandis que les motifs de conception en forme de croissant et de cercles concentriques sont exclusifs aux formes d'art féminines. Entre le 5e et le 4e millénaire avant J.-C., la représentation de l'art rupestre du Sahara central d'une femme cornue en train de courir, qui pourrait avoir été une déesse ou une danseuse avec des marques de scarification corporelle (notamment sur les seins, le ventre, les cuisses, les épaules et les mollets), a été créée par des Africains, pendant la période de la tête ronde, du Tassili n'Ajjer, à Tanzoumaitak, en Algérie,.
Au Ve siècle av. J.-C., Hérodote mentionne pour la première fois les Garamantes, ancien peuple berbère ayant vécu entre la Cyrénaïque et l’Atlas. Les descriptions romaines les décrivent comme portant des scarifications et des tatouages.

### Égypte
Au début du 2e millénaire avant J.-C., au milieu de la XIe dynastie de l'Égypte ancienne, Amunet, une prêtresse d'Hathor (en), a subi une scarification et a reçu un motif dessiné de trois lignes horizontales parallèles. En plus de la momie d'une prêtresse d'Hathor, celle d'une danseuse du temple d'Hathor, toutes deux datées d'environ 4 000 ans avant J.-C., présentent des traces de scarification.
Le relief en pierre d'un homme de Nubie, qui présente des marques de scarification sur son front, a été daté de la XXe dynastie de Ramsès III, pendant la période du Nouvel Empire (1181 av. J.-C. - 1150 av. J.-C.).

### Soudan

Femme soudanaise avec des marques faciales.

Les figurines Kadada (ca) de Haute Nubie, datées de 3600 avant J.-C., présentent des marques qui pourraient être des tatouages ou des scarifications.
Depuis au moins l'ancienne période de Méroé en Nubie, la pratique culturelle du marquage facial s'est poursuivie au Soudan, même si elle est devenue moins courante depuis l'époque moderne.
Les femmes nubiennes de la culture du groupe C (en) montrent des preuves qu'elles ont reçu des tatouages. Les hommes et les femmes nubiens de l'ancienne période de Méroé présentent également des preuves de tatouages et de scarifications. Les groupes ethniques nubiens, tels que le peuple Ja'aliyyin, ont trois marques faciales verticales, tandis que le peuple Shaigiya a trois marques faciales horizontales.

## Afrique de l'Ouest

### Bénin
Les Béninois pratiquaient la scarification comme forme de marqueur d'identité et de citoyenneté au royaume du Bénin. Depuis 1930, le taux de scarification a fortement diminué, et les nouvelles générations ignorent même généralement cette tradition,. Cependant, les marques de scarification (iwu) ont connu un renouveau d'expression à travers les vêtements traditionnels.
Dans la région sud du Bénin, le peuple Tofinu a une pratique culturelle de scarification, dont les motifs sont associés aux crocodiles.

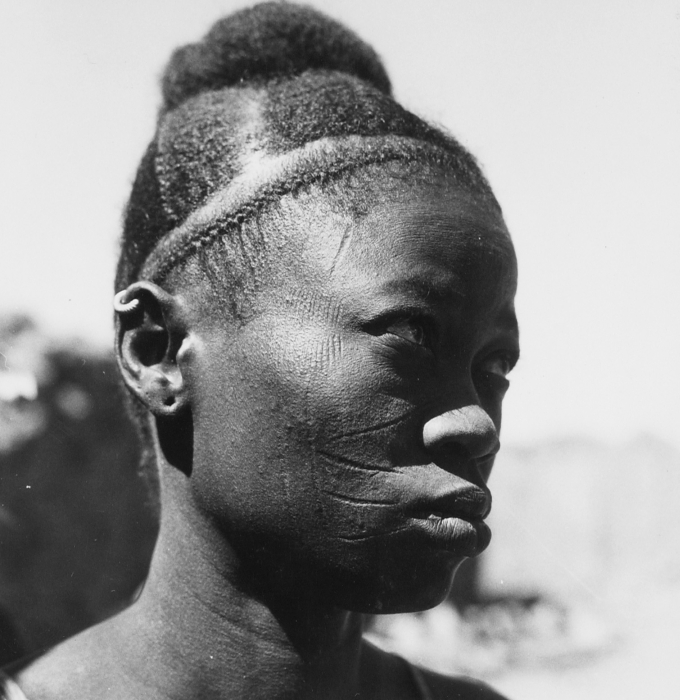
Femme samo du Burkina Faso avec des marques faciales.

### Burkina Faso
Plusieurs groupes ethniques du Burkina Faso pratiquent une forme de scarification, notamment les Samo, les Moose, ou le peuple Bobo, qui produit des motifs culturels associés aux crocodiles.

### Ghana
Les marques tribales trouvent leur origine dans des temps plus anciens : avant les expéditions d'esclavage du XVIIe siècle, des sculptures portant des scarifications ont été créées dès le XIVe siècle. Mais les marques tribales sont devenues plus répandues en réponse à ces expéditions d'esclavage : en tant que symboles d’identité de groupe, elles reliaient entre eux les individus d’un héritage culturel et d’une ascendance communs. Par conséquent, cela a permis aux individus de trouver des personnes réduites en esclavage qui étaient originaires du même groupe ethnique africain.
L'apparition d'un plus grand nombre de marques médicales dans le sud du Ghana et d'un plus grand nombre de marques tribales dans le nord du Ghana peut être due à des expéditions d'esclavage s'étant produites dans cette région. En raison de cette histoire, il est possible qu’il y ait une plus grande conscience individuelle de l’identité collective dans le nord du Ghana que dans le sud.
Au Ghana, les scarifications ou marques tribales sont des marques décoratives d'embellissement créées par un wanzan (une personne qui crée les marques tribales). Bien que certains puissent recevoir des marques tribales lors des commémorations de leur nom lorsqu'ils sont nourrissons, la plupart des hommes et des femmes reçoivent des marques tribales lorsqu'ils sont adolescents.
Il ne s'agit pas toujours de marques tribales, mais plutôt de marques médicales ou de marques décoratives, lorsqu'elles représentent des liens familiaux parmi la plupart des Dagombas à Wulijuah et des Gwollu (en), dans le nord du Ghana. Les enfants peuvent recevoir ces marques familiales de leur père, et peuvent ne pas les recevoir si leur père est mort. Les marques sont composées de petites marques verticales et parallèles sur les deux joues (elles peuvent ressembler à des larmes). Dans les villages situés à l’extérieur de Wa et de Gwollu, de nombreuses personnes ont reçu des tatouages en forme de « S » sur le front. Dans le village de Ginkpan, les hommes avaient une de ces marques verticales sur la joue droite, tandis que les femmes avaient deux de ces marques verticales ainsi que ces tatouages en forme de « s » sur le front.
Dans le village d'Abrobiano, dans le district de Komenda, dans la région du Centre du Ghana, les prêtres traditionnels ou les praticiens de l'herboristerie africaine ont créé des marques, considérées comme imprégnées de pouvoir mystique, dans le but de fournir une défense spirituelle contre les esprits démoniaques ou les esprits du mal. Les marques peuvent être créées sur n'importe quelle zone du corps (par exemple, les hanches, les poignets, les bras, les jambes, les pieds). Bien que parfois attribuées aux nourrissons, ces marques sont généralement attribuées aux individus d'âge mûr ; comme les individus sont généralement considérés comme endurant une plus grande adversité, ces marques sont principalement attribuées aux hommes. Autrefois, comme à Gwollu, ces marques spirituelles étaient stylisées sous forme d'anneaux ou dessinées sur des vêtements ; cependant, elles sont devenues des marques corporelles en raison de la permanence des marques. Les marques ne sont pas créées dans le cadre d'une commémoration particulière, elles sont traitées avec du muha (médicament dérivé de l'écorce d'arbre), et la personne recevant la marque peut également être traitée en étant baignée dans de l'eau à base de plantes afin de recevoir une forme de protection magique et spirituelle qui ne peut pas lui être retirée, et ainsi, recevoir une forme de renforcement physique et mental contre les malédictions, les maladies et les calamités. Beaucoup ne reçoivent pas non plus les marques traditionnelles en raison de croyances religieuses (en) non traditionnelles, les considérant comme des marques du mal et de la sorcellerie.
La pratique consistant à réaliser de petites marques horizontales à des fins médicales, également connues sous le nom de marques médicales Ashanti, est répandue dans tout le Ghana et témoigne ainsi de l'utilisation généralisée de la médecine traditionnelle dans la population moderne du Ghana. Les marquages médicaux peuvent être répandus dans tout le Ghana en raison de la migration du peuple Ashanti, de la région Ashanti, vers et à travers les régions du nord et du sud du Ghana. Les petites marques horizontales, également qualifiées de « marques d'oiseaux » à Cape Coast, peuvent provenir d'une tradition orale d'un « oiseau noble » qui vole au-dessus et propage des maladies (par exemple, des convulsions) aux jeunes enfants. Par conséquent, les petites marques horizontales, remplies de médicaments, sont faites pour apporter la guérison aux enfants. Le peuple Frafra est également identifié par de grandes marques tribales sur leurs visages.
À Gwollu, situé dans le district de Sissala Ouest au Ghana, les « marques d'oiseaux » sont données pour traiter les maladies (par exemple, la paralysie, la fièvre) provenant de l'oiseau connu sous le nom de Diwie. Les marques médicales, ou marques Diwie, sont également conçues pour réduire la douleur, empêcher les filles de développer une pomme d'Adam, prévenir les tumeurs, prévenir le gonflement de la région abdominale dû à une mauvaise coupe du cordon ombilical. Les marquages médicaux sont généralement effectués par un parent (par exemple, grand-mère, mère, père) ou par un praticien traditionnel en herboristerie qui a rempli les marquages d'un mélange médical composé de divers ingrédients (par exemple, des herbes, de l'écorce d'arbre finement moulue, de l'eau, du beurre de karité).

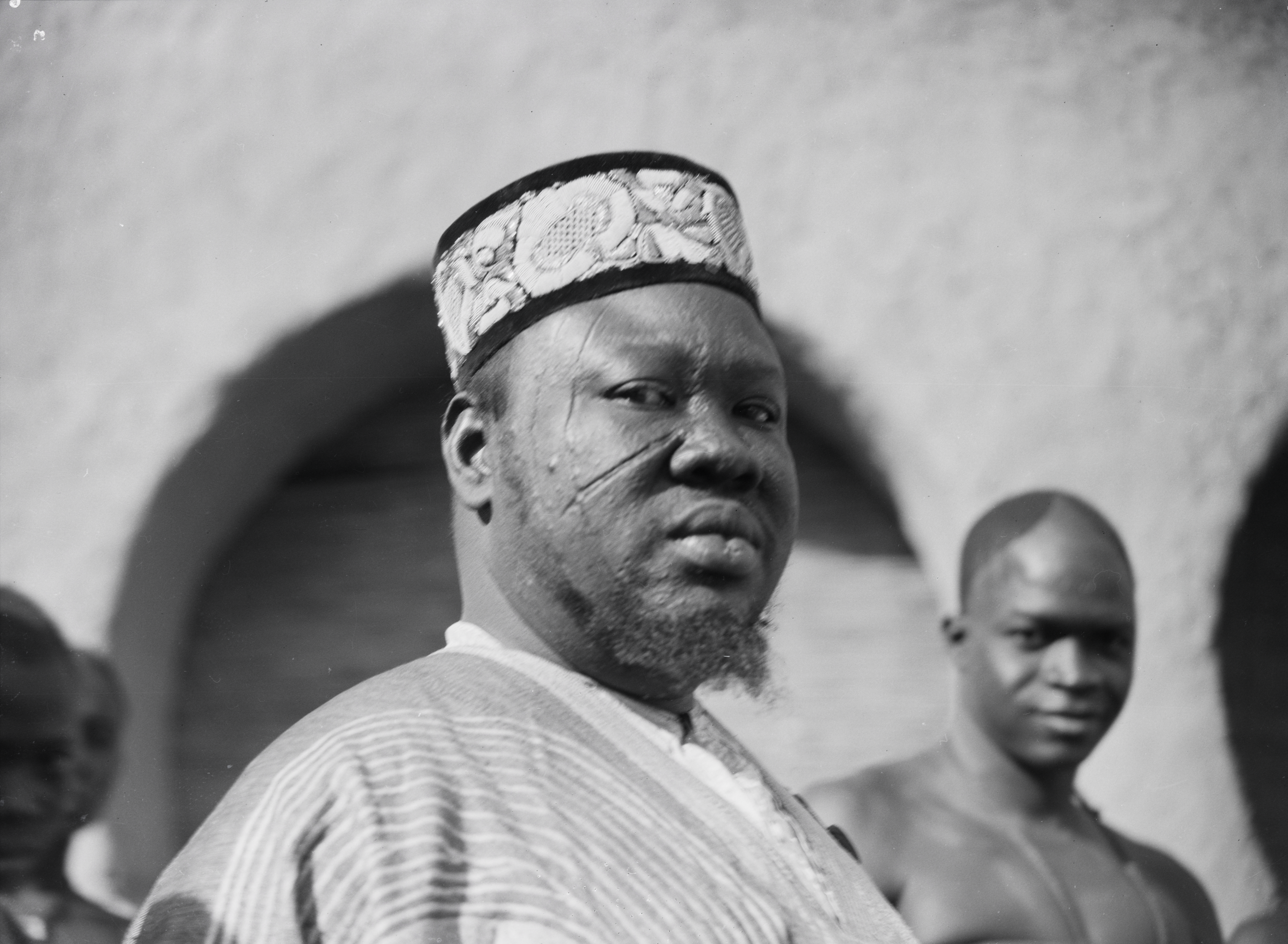
Naaba Koom, souverain du royaume mossi.

Après la mort d'un enfant, l'enfant suivant, connu sous le nom de « Kosan », reçoit un marquage médical appelé « Donkor ». Le marquage médical est effectué sur la base de la croyance en la réincarnation et selon laquelle l'enfant suivant porte l'esprit de l'enfant décédé précédent ; d'où le nom de l'enfant, « Kosan », qui signifie « enfant qui va et vient » — un enfant qui va et vient du royaume ancestral. Le marquage Donkor, composé de trois lignes horizontales sur le côté de chaque œil et de trois lignes horizontales faites de chaque côté de la bouche (semblables en apparence aux pattes d'oie), peut varier en taille en fonction du nombre de fausses couches qu'une femme a subies et peut être fait peu de temps après la naissance ou huit jours après, lors de leur cérémonie de baptême. Dans les cas où les marques Donkor sont faites huit jours après la naissance, ce délai sert à observer si le Kosan retournera ou non au royaume ancestral. Des marques sur le visage (par exemple, des X sur la joue) et l'attribution de noms peu attrayants peuvent être données à l'enfant pour l'empêcher de retourner dans le royaume ancestral, en se basant sur l'idée que ceux qui vivent dans le royaume ancestral considéreraient l'enfant comme peu attrayant.
Les marques de groupe varient selon le groupe (par exemple, la famille, la tribu, le clan) et selon la région, au Ghana et dans toute l'Afrique de l'Ouest (par exemple, le peuple Yoruba au Nigéria), en général. Les marques de groupe identifient également les clans/tribus qui peuvent se marier entre eux. Il peut y avoir un certain degré d'identité de groupe exprimé à travers des marques tribales parmi les groupes Jaffise et Nyimati à la périphérie de Gwollu. Bien que l'interprétation individuelle d'une marque tribale puisse la reconnaître comme telle ou non, les marques tribales peuvent être identifiées sur la base de l'existence d'une ou plusieurs marques partagées et d'une conscience collective.
Alors que les marques tribales à Wa ont diminué, les familles royales du peuple Mossi perpétuent toujours la tradition des marques tribales. La propriété foncière et l’héritage matrilinéaire étant reconnus comme se transmettant par lignées, cela a provoqué des conflits persistants entre diverses familles. Les terres sont devenues de plus en plus rares en raison des changements d’utilisation des terres, vers la culture de cultures commerciales. Il y a aussi des saisons sèches. En raison des conditions de plus en plus instables dans la région nord du Ghana, qui sont similaires aux conditions instables dans les régions du nord de toute l'Afrique de l'Ouest (par exemple, le Burkina Faso, la Côte d'Ivoire, le Togo), cela a entraîné une stigmatisation croissante des marques tribales.
Les peuples Dagomba, Frafra, Gonja, Mamprusi et Nanumba (en) de la région nord du Ghana pratiquent aussi une forme de scarification.

### Mali
Plusieurs figurines ont été trouvées dans la région de Djenné-Djenno, dans le delta intérieur du Niger, au Mali, notamment :
- une figurine féminine debout en bois présentant des scarifications en pointillés dans la région du temple de la tête et indiquant une grossesse, qui aurait été créée par les peuples Djennenke entre le XIe et le XIIIe siècle[20].
- la sculpture d'une mère avec quatre enfants qui présente des motifs de scarification (par exemple, des lignes sur les tempes, des cercles sur les bras, des cercles sur la poitrine) datés entre le XIIe et le Xe siècle[21].
- la tête d'une statuette en terre cuite, présentant trois serpents encerclant la région du cou et des scarifications obliques sur ses joues[22].
- des figurines de maternité et des figurines de guerriers montés qui présentent des scarifications en pointillés dans les régions du temple de leur tête, et qui auraient pu appartenir au clan Kagoro du peuple Soninké ou au peuple Djenné-Djeno entre le XIIIe et le XVIe siècle de notre ère[20].

Les figurines en alliage de laiton de style Djenné-Djeno avec des ornements de serpent et des marques de scarification, datées entre le XVe et le XVIIe siècle, peuvent avoir été inspirées de figurines antérieures des traditions culturelles de l'ancien Djenné et des Dogons-Tellems, trouvant ainsi leurs origines dans le pays Dogon. D'après la composition de l'alliage de laiton, celui-ci pourrait provenir des montagnes Hartz.

### Nigeria

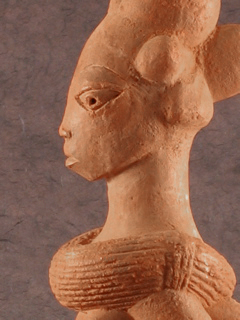
Figurine en terre cuite Nok.

Les vestiges de sculptures Nok de Katsina Ala présentent divers détails stylistiques, notamment des marques faciales. L'une des sculptures Nok de Katsina Ala a été datée, par datation par thermoluminescence, d'environ 400 (± 125) avant J.-C..

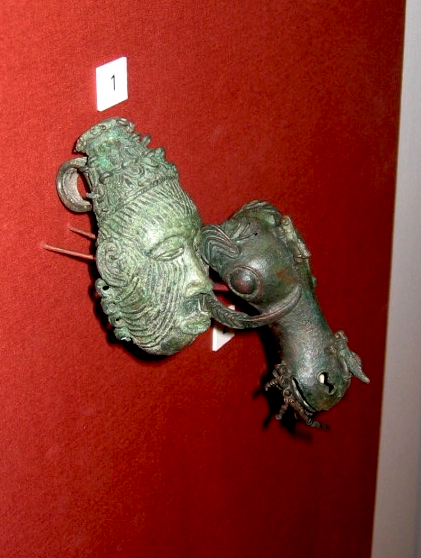
Bronzes Igbo-Ukwu.

Entre 660 et 1045 de notre ère, la culture Igbo-Ukwu du royaume de Nri a produit divers types d'objets en bronze (par exemple, des coléoptères, des mouches, des œufs de sauterelles/criquets et des têtes d'animaux tels que des éléphants, des léopards, des singes, des pythons, des béliers et des escargots) provenant d'Igbo-Ukwu et d'Ezira (en).
Des preuves archéologiques précoces de modifications corporelles, telles que des tatouages et des scarifications, ont été trouvées chez les peuples Bénin, Ifè, Igbo, Nok et Ukwa, y compris des bronzes béninois masculins et féminins, datés du XVIe et du XVIIe siècle de notre ère.
Au Nigéria, des traces de scarification ont été trouvées sur des sculptures d'Ifè composées de terre cuite et de cuivre, datées de 1100 après J.-C., et sur des sculptures d'Owo composées de terre cuite, datées de 1400 après J.-C..
Dans le royaume de Nri, les prêtres du cultre Ìkénga Ndi Nri sont les spécialistes des rituels identifiables par leurs scarifications faciales nommées ichi (en).

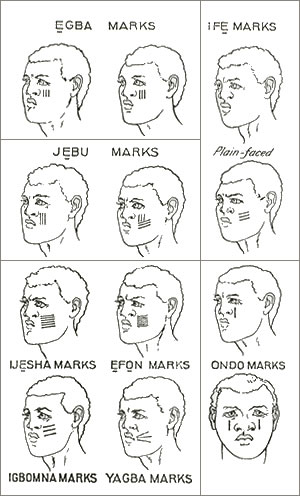
Marques tribales yorubas.

Il existe également des marques tribales yorubas qui ont été documentées au cours du XIXe et du XXe siècle de notre ère. Plutôt que d'être réalisées par tatouage ou peinture, ces marques faciales, qui transmettent l'identité et la lignée du peuple Yoruba, sont réalisées par scarification. Chez les Yorubas, les marques faciales (kolo) transmettent « l’audace, la persévérance et la résolution, mais aussi des sentiments (par exemple le deuil, la douleur, la tristesse), des croyances religieuses et des symboles animaux et végétaux ». Les Yoruba reconnaissent la nature douloureuse de la scarification et utilisent ce processus comme symbole de bravoure. Les femmes en particulier seraient testées pour voir si elles accepteraient et supporteraient l’application de motifs de scarification complexes. Les Yorubas ont également tendance à placer des matières végétales sur les coupes fraîches afin d'attirer un dieu particulier vers cette personne dans le cadre du processus de scarification.
Historiquement, le peuple Igbo a eu la pratique culturelle du marquage corporel. Les marques pour les femmes sont connues sous le nom d'Itu Mbibi, tandis que celles pour les hommes sont connues sous le nom d'Igbu Ichi ; les marques faciales Igbu Ichi symbolisent l'honneur, l'intégrité et la bravoure.
Le peuple Abaali du Nigéria a une pratique culturelle de scarification ; cette pratique produit des motifs culturels scarifiés sous la forme d'un oiseau ancestral mythique qui confère la réincarnation.
Les peuples Dimmuk (en), Merniang (en)  et Montol du Nigéria ont des pratiques culturelles de scarification ; leurs pratiques produisent des motifs culturels sous la forme de motifs scarifiés associés aux crocodiles.
Les tatouages varient selon les régions d'Afrique et chaque tribu/peuple a différents types de tatouages avec lesquels ils choisissent de se marquer, tous avec des significations différentes. Tous les tatouages africains sont considérés comme des expériences vécues, et pas toujours à des fins d'ornementation ou de parure corporelle. Il s’agit d’une expérience partagée, liant la personne à sa tribu ou à son peuple. Dans de nombreuses cultures africaines, on se tourne vers la scarification plutôt que vers les tatouages pour parer son corps. Ce processus de scarification ou de tatouage était considéré comme un immense triomphe de bravoure et de courage, un processus d'initiation ou un rite de passage Pour la tribu Yoruba, les tatouages et les scarifications étaient utilisés à la fois pour l'embellissement et pour représenter le courage de l'individu. Les tatouages africains sont rarement représentatifs, ce qui rend difficile la détermination de leur signification et de leur origine. Mais les pratiques magiques sont souvent directement liées à la fonctionnalité du tatouage. Ces tatouages n'étaient généralement pas appliqués en une seule fois, mais étaient plutôt ajoutés au fil du temps. Les Yorubas croyaient que l’apparence extérieure était une représentation visuelle de l’esprit intérieur. Les maîtres tatoueurs yoruba, ou « oniisonon » — « celui qui crée de l'art » — étaient tenus en haute estime, car leur habileté et leur rapidité étaient considérées comme inégalées.

## Afrique centrale
Les Centrafricains de langues bantoues et d'autres Africains de langue bantoue, tels que les Lubas, les Fipas, les Tshokwés, les Bauchis (en), les Shonas, ont construit des fours décorés, qui symbolisaient la transformation et étaient également réalisés en forme de femmes, avec des seins et des scarifications généralement faites dans la région de l'estomac, au cours du début de l'âge du fer en Afrique.

### Cameroun
Au Cameroun, les marques faciales sont une pratique culturelle du peuple Mbororo.

### République démocratique du Congo

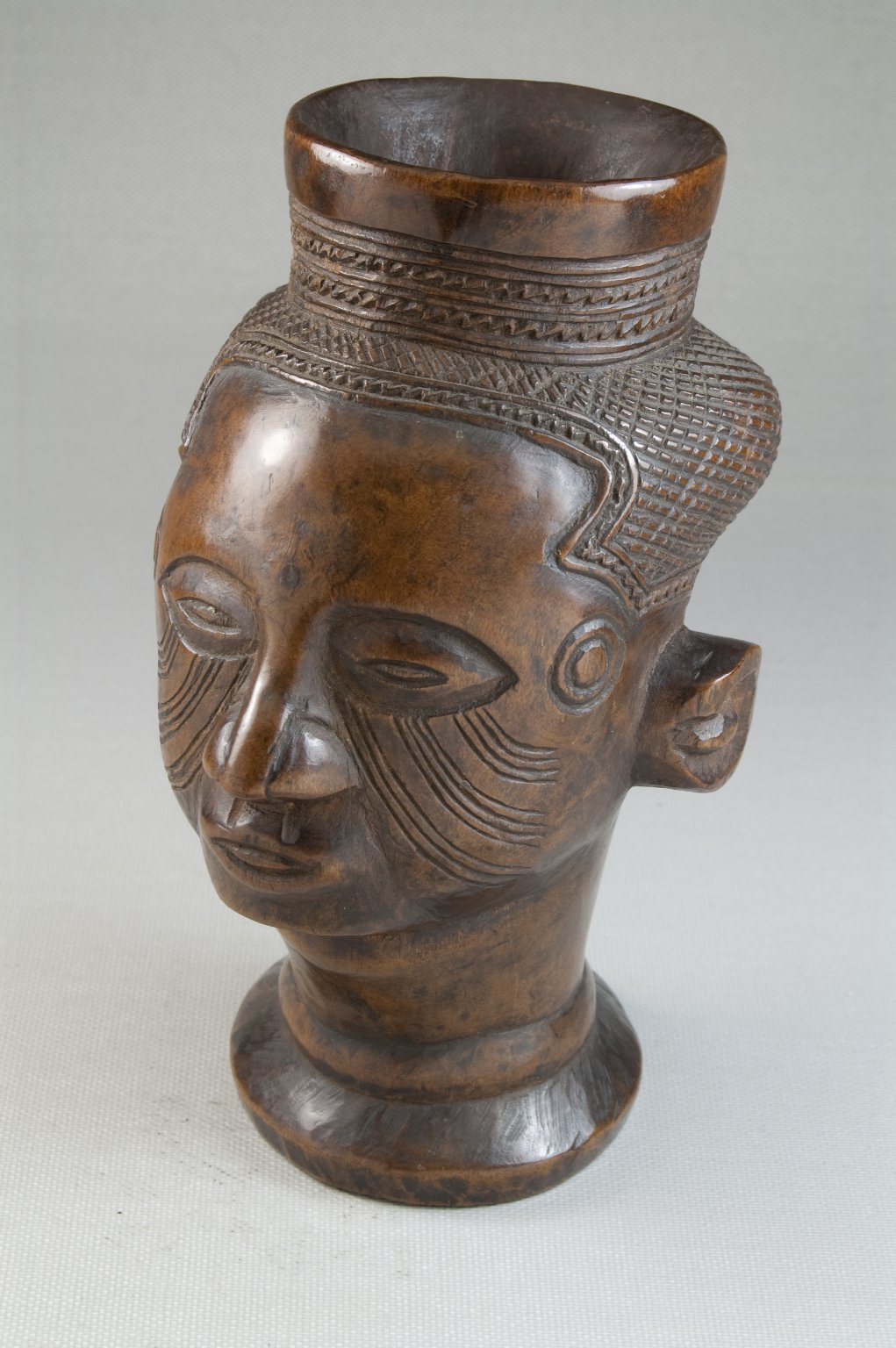
Coupe en bois en forme de tête humaine aux traits stylisés de la culture Kuba. Les joues présentent des marques faciales multilinéaires incurvées.

En République démocratique du Congo, le peuple Kuba pratique la scarification ; en particulier, les femmes Kuba, qui reçoivent des marques corporelles composées de motifs de différentes formes.
Le peuple Luluwa subissent une scarification utilisant diverses méthodes et motifs, qu'il reproduit dans les figurines en bois de sa production,.
Une sculpture Zula d'une femme, originaire de la République démocratique du Congo et symbolisant le siège du pouvoir pour les dirigeants masculins, présentait également des marques de scarification.
Un appui-tête Kanyok présente aussi des marques de scarification.

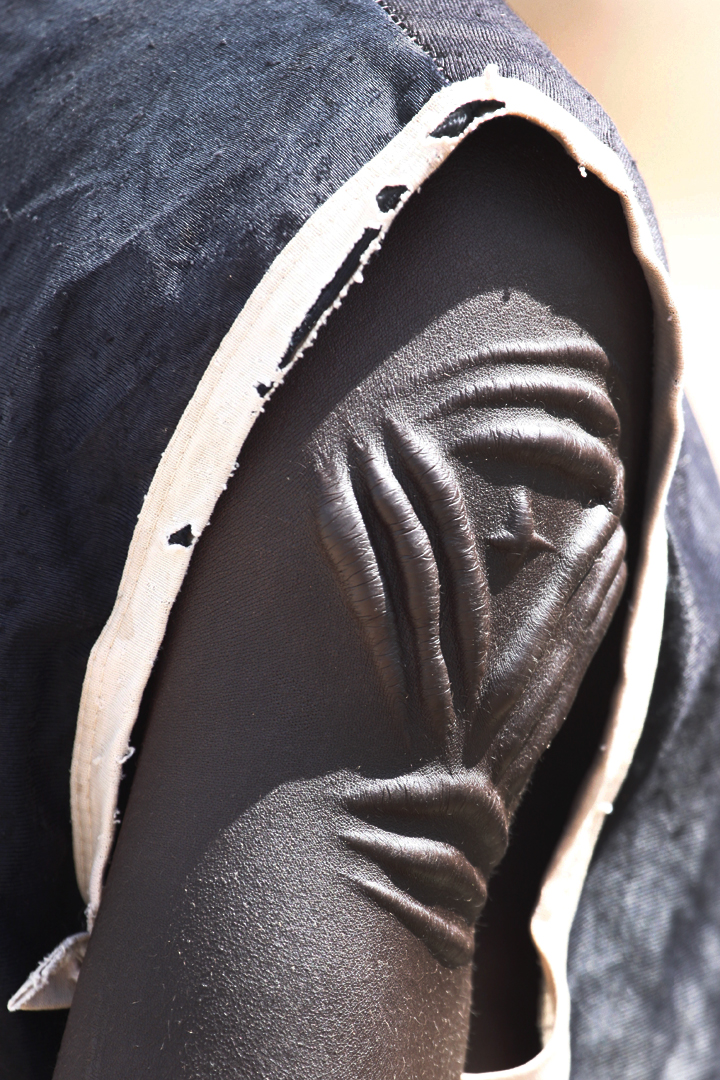
Marques corporelles sud-soudanaises.

### Soudan du Sud
Au Soudan du Sud, le peuple Moru (en) a une pratique culturelle de scarification dont les motifs sont associés aux crocodiles.
Les Dinkas, les Nuers et certains autres peuples nilotiques du Soudan du Sud ont des pratiques culturelles de scarification qui produisent des cicatrices sur leur front.
Les peuples Shilluk et Toposa du Soudan du Sud ont une pratique culturelle de scarification qui produit un motif scarifié ponctué et semi-circulaire d'une oreille à l'autre.

## Afrique de l'Est
Les Peuls d'Afrique de l'Est ont une pratique culturelle de scarification pour les femmes de statut social élevé, dont le motif est composé de quatre lignes triples sur leur visage pour indiquer leur statut social. Les Peuls portaient également des marques destinées à rendre le porteur plus attrayant pour le sexe opposé.

### Éthiopie
En Éthiopie, le peuple Bumi a une pratique culturelle de scarification pour les hommes, qui produit un motif sur certaines parties de leurs joues.
À Dirikoro, dans la région la plus au sud-ouest de l'Éthiopie, l'art rupestre pastoral gravé et peint a été lié aux pratiques de scarification du bétail, via le marquage au fer rouge, et aux pratiques de scarification corporelle (par exemple, Riru, Kichoa) chez le peuple Mursi. Les hommes mursis reçoivent des marques de scarification Riru, sous la forme d'un motif Miren (un symbole double « u »), qui peuvent être reçues lorsque les rafles de bétail sont réussis ; tandis que les femmes mursis reçoivent trois marques de style Miren, les hommes mursis en reçoivent quatre ; en plus d'être reliés par la chaleur utilisée dans le processus de scarification, les bœufs et les hommes mursis reçoivent quatre marques de style Miren. Alors que l'art rupestre pastoral saharien a été daté de la seconde moitié du septième millénaire avant notre ère, l'art rupestre pastoral éthiopien a été daté entre 5 000 et 4 000 avant notre ère.
Les symboles carrés de l'art rupestre de l'ouest de l'Éthiopie et les modèles de scarifications faciales, que l'on trouve principalement chez les femmes des groupes frontaliers éthio-soudanais, tels que le peuple Gumuz et le peuple Kwama (en), dans la région de Benishangul-Gumuz en Éthiopie et le peuple Maba (en) au Soudan, partagent une grande similitude d'apparence. Une seule vache d'un troupeau, géré par des éleveurs de bétail, portait également une scarification en forme de réticule qui correspondait à l'art rupestre de Bel Bembesh à Asosa. Parmi les sites d'art rupestre de l'Éthiopie occidentale dans la région de Benishangul-Gumuz, les sites de peinture rupestre de Bel Bembesh et Bel ash-Sharifu pourraient être datés de l'âge de pierre tardif ; l'art rupestre peint de Bel K'urk'umu, près d'Asosa, a été daté au carbone 14 entre 4965 et 875 av. J.-C., ce qui correspond aux tessons de poterie trouvés près de l'art rupestre qui ont été datés entre 1985 et 275 av. J.-C. Ces sites de peinture rupestre ont été attribués à l'origine à des locuteurs locaux komans, qui ont peut-être résidé dans la région pendant des millénaires, avant l'afflux d'éleveurs soudanais au milieu de l'Holocène.

### Kenya
Au Kenya, le peuple Maasaï a une pratique culturelle de scarification liée à la chasse ; cette pratique produit un motif de cercles et de demi-cercles sur les deux joues et, pour les jeunes hommes, de cercles comme marqueurs d'identité et étape vers le fait de devenir un homme adulte courageux.

### Tanzanie

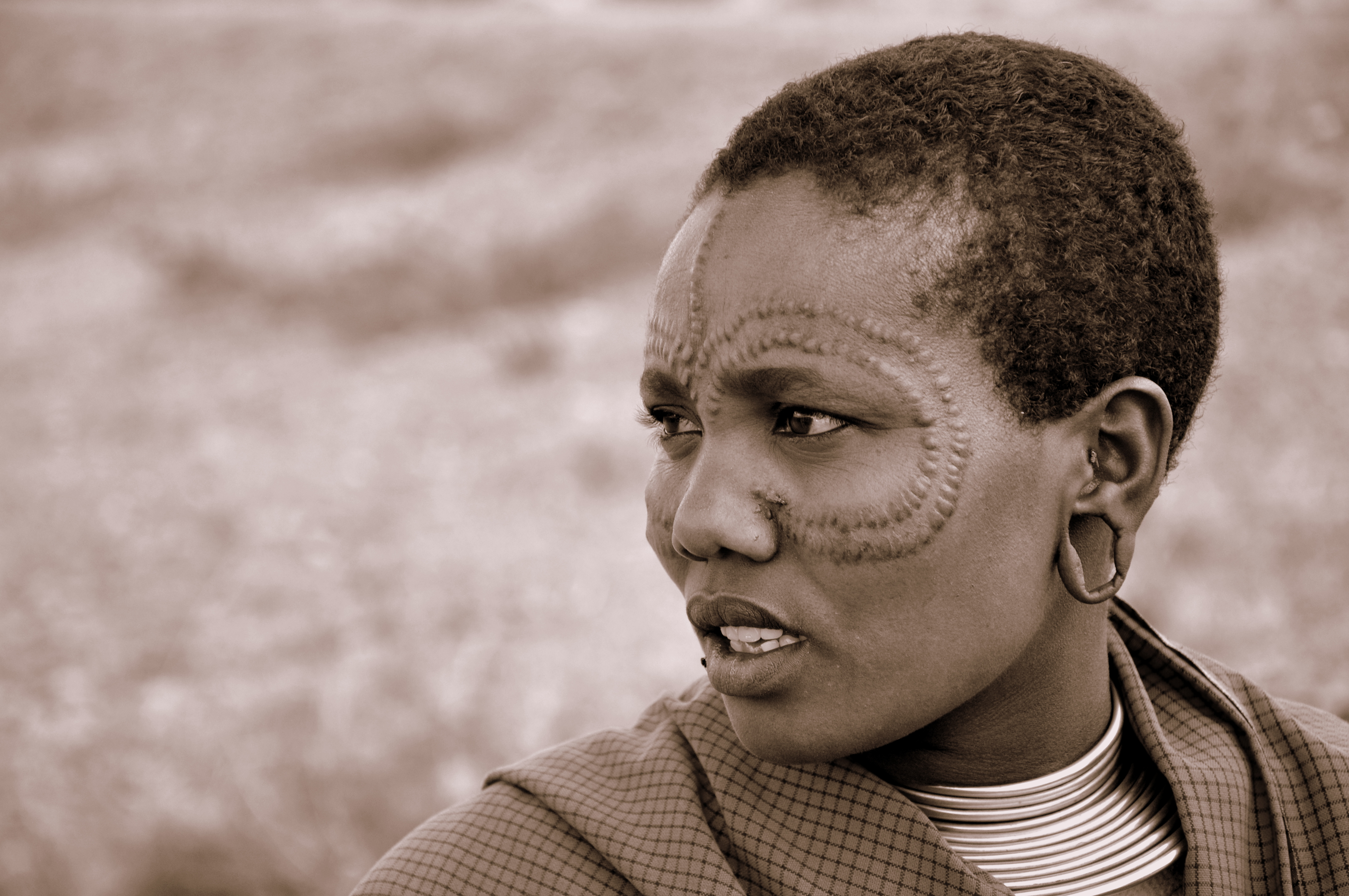
Femme Datoga avec des marques faciales.

En Tanzanie, les peuples Bondei et Shambaa ont des pratiques culturelles de scarification, dont les motifs prennent la forme d'un oiseau ancestral mythique qui confère la réincarnation.
Comme au Kenya, le peuple Maasaï de Tanzanie a une pratique culturelle de scarification liée à la chasse, avec les mêmes motifs et significations.
Le peuple Barabaig (en) de Tanzanie a une pratique culturelle de scarification pour les femmes, dont le motif est constitué de points.
Le peuple Makonde de Tanzanie avait souvent des marques de lézard sur la poitrine pour symboliser la fertilité chez les femmes et la virilité chez les hommes. Les Makonde utilisaient également la scarification comme moyen de guérir les blessures. Ils pratiquaient de petites incisions aux endroits où la guérison était nécessaire et inséraient des remèdes médicaux et des herbes sur la coupure. En général, avoir plus de cicatrices est associé à un style de vie plus respectable, comme être membre de la noblesse ou contribuer régulièrement à la communauté.

## Afrique australe

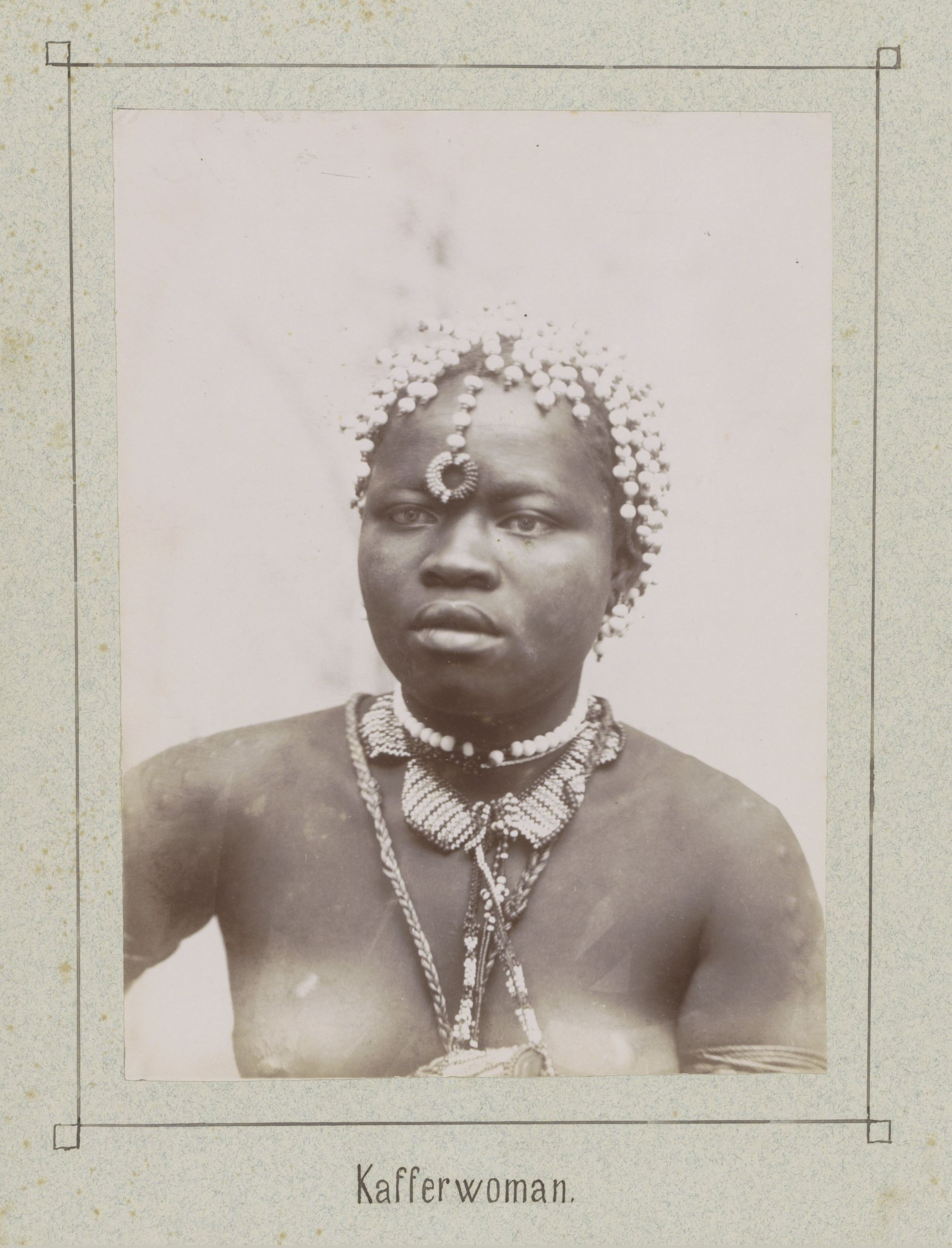
Femme xhosa avec des scarifications visibles sur les épaules.

### Afrique du Sud
À Schroda, situé dans la région de Zhizo, Limpopo, en Afrique du Sud, qui était peuplée par des peuples de langue bantoue, 2000 restes de figurines avec des marques de scarification ont été trouvés,, qui datent entre le VIIe et le VIIIe siècle. Le Grand Zimbabwe a émergé de ces fondations au XIIIe siècle.
Le marquage corporel (ukuqatshulwa) est aussi une pratique rituelle chez le peuple Xhosa.

### Angola
Le peuple Ovimbundu d'Angola pratique une forme de scarification.

### Malawi, Zambie et Zimbabwe
Au Malawi, en Zambie et au Zimbabwe, le peuple Tonga a une pratique culturelle de scarification liée à la chasse ; cette pratique produit une cicatrice d'un sourcil à l'autre, qui est produite afin d'imiter l'apparence d'un buffle et de montrer sa force et sa détermination.